# Loren D
Lorenzo Macías, més conegut com Loren D (València, 1977) és un DJ i productor de música valencià.
Entra en contacte amb l'escena hip-hop i graffitera de la mà d'Inar, amic seu i també pioner d'ambdues escenes. Tots dos, juntament amb Jezie i Nega i altres, formaria part de NivelOskuro i 13 Pasos. A partir d'aquell moment s'especialitza com a DJ, produint per a entre d'altres, Los Chikos del Maíz, Charly Efe, Valtònyc, Machete en Boca o Tesa.

## Biografia
Als 7 anys es muda a Benetússer, on entra en contacte amb l'escena del hip-hop de la mà d'Inar i unes cintes de casset de Run DMC i Beastie Boys que li envien des d'Alacant, centre de l'escena valenciana en aquell moment. Comença com a DJ en jam sessions per a breakdancers. Inicialment signava com a Donk, però al ser el DJ de Nivel Oskuro canvià al nom actual escoltant Throw the dick de 2 live Crew.
El 1993 formen el grup graffiter Golden Syndicate Crew amb Jezie, origen de Nivel Oskuro després d'un viatge iniciàtic a Saragossa. En aquell moment, se centra en la música i deixa el graffiti. Amb el temps, els tres integrants de NivelOskuro s'ajunten a 13 Pasos, formació que se consolidaria amb els tres integrants juntament amb el Nega. Tot i l'èxit de Subterráneo Stylo, que aparegué a recopilatoris internacionals, un acord discogràfic malbaratat portà a que 13 Pasos tinguera menys activitat i finalment es dissolguera.
Tot i participar en els primers concerts de Los Chikos del Maíz, l'activitat musical de Loren D decau en aquell moment. Es reenganxa a la música gràcies a Arrap, que el busquen per a que produïsca la seua maqueta. A finals de la dècada del 2000 reuneix als principals representants de l'escena valenciana en un disc recopilatori La Naranja Mekánica, moment en què coneix a Charly Efe. Durant huit anys farien parella artística, fins que el DJ ho ha de deixar per incompatibilitats amb la seua vida personal.
Paral·lelament, Loren treballà amb altres artistes com Valtònyc, a qui li produeix el primer treball, Rap Rural, publicat per Mésdemil el 2011. A Tesa la coneix d'el Delito, produint-li des del primer disc. També col·laborà amb els inicis de Machete en Boca, a qui coneix de la mà de la Prima.